# Băjești, Argeș
Băjești este un sat în comuna Bălilești din județul Argeș, Muntenia, România.

## Monumente
- Curtea lui Mareș Băjescu